# Andries Govaart
Andries Jozef Theodoor Govaart (Breda, 20 mei 1954) is een Nederlands pastor en tekstdichter.

## Biografie

### Studie
Govaart werd geboren als tweede kind van Th.B. Govaart en C.J.M. Halkes. Hij bezocht het gymnasium Ypelaar in Breda en studeerde aansluitend theologie aan de Katholieke Universiteit Nijmegen. Hij behaalde hier een Doctoraal Theologie. 

### Loopbaan
Govaart was in de jaren tachtig pastor in de parochies in Arnhem-Zuid. Hierna volgde hij de Klinisch Pastorale Vorming in Vught en werkte vervolgens in Oost-Gelderland. In diezelfde periode volgde hij een opleiding tot bibliodramaleider. Begin 21e eeuw werkte hij als docent aan de Fontys Hogeschool Theologie levensbeschouwing in Hengelo en de Noordelijke Hogeschool Leeuwarden in Enschede. Daarnaast werkte hij enige tijd samen met justitiepastores en legeraalmoezeniers. Hij is sinds 2009 docent liturgie aan de Fontys Hogeschool Theologie Levensbeschouwing in Utrecht en werkte als redactielid voor Liedboek - zingen en bidden in huis en kerk. Ook publiceerde hij een aantal boeken en schreef kerkelijke liederen.

## Publicaties
- (2000) Leren bidden
- (2001) Taal een omgangsregeling met de Onuitsprekelijke
- (2002) Gewonnen schaarste een vastenboek, kro/rkk
- (2003) Ons brood gedoopt in licht
- (2004) Je leven in beeld
- (2005) Bouwstenen voor liturgische vieringen
- (2006) Voorgaan met lijf en leden
- (2007) Doortocht
- (2008) Ons brood gedoopt in licht
- (2009) Het woord laten spreken
- (2010) Voor een zoeker als de mens
- (2011) Treuren als zij die geen hoop hebben
- (2012) Katholiek Nederland Kerkt…, maar is het zo voorbeeldig?
- (2013) De gezangen van de eucharistie
- (2014) Godlof! Maar hoe?
- (2015) Het licht speelt, van Pasen naar Pinksteren
- (2016) Uit aarde
- (2017) Gods liefde doet ons zingen
- (2018) Geprezen o Heer
- (2018) Liederen van Luther
- (2019) Mariacantieken van Montfoort
- (2022) De weg die je goeddoet